# Camilo Delgado
Camilo Delgado (29 de mayo de 1927, Carolina- 8 de febrero de 2005, Hato Rey) fue un actor, locutor, animador y productor de la televisión portoriqueña.
Se lo recuerda entre otras diversas participaciones en Despierta Puerto Rico y El show de las 12 como animador, como patrocinador en Deportivas Esso, como actor en las series Un romance cada lunes, El Gran Teatro Carnation, y Teatro de amor Palmolive y en las producciones dramáticas Concierto de Amor y Bajo el vuelo de los alcatraces. 
Llevó a cabo dos de los primeros programas de tres horas en la televisión portorriqueña: Sábado gigante y Field Day por televisión. 
Como locutor se lo recuerda en shows como El show Ford y La Taberna India.
Actuó, entre otras en la película Strangers in the City.
También fue el primero en llevar a la TV los partidos de baloncesto en Puerto Rico.
Su hijo, Eric Delgado, también fue conocido en televisión, y un ídolo adolescente entre las jóvenes puertorriqueñas durante el final de los años 80´.

Falleció durmierdo en su casa de Hato Rey, a consecuencia de un infarto cardíaco.
- Datos: Q5026734